# الري (إيران)
الرَّي (بالفارسية:شهر ری) هي مدينة تاريخية أضحت اليوم جزءً من الجنوب الشرقي لمدينة طهران في إيران. وهي عاصمة مقاطعة ري، وقد تم استيعابها الآن في المنطقة الحضرية لطهران الكبرى باعتبارها المنطقة العشرين من البلدية، طهران فتحت الري في عهد الخليفة الثاني عمر بن الخطاب وذلك بقيادة نعيم بن مقرن، ويقال أن زرادشت قد خرج منها. كما ينسب إليها عدد من علماء المسلمين ومنهم فخر الدين الرازي صاحب تفسير مفاتيح الغيب، والكيميائي محمد بن زكريا الرازي والفلكي عبد الرحمن الصوفي.

## معنى اسمها
يعني اسمها مدينة الملك وتنطق بالعربية بالرَي بفتح الراء بينما بالفارسية يكسرون راءها فتنطق شهر رِي
تسمية مدينة الري عُرفت بالعديد من الأسماء ، يعود لتعدد الثقافات التي مرت على المدينة ، و على النحو التالي :
- في التوراة باسم راكس وراجي، وراكو أو راجو.
- في الأوستا فعرفت باسم رغه، وورد اسمها على مسلة بيستون باسم دكا.
- جاء ذكرها في العهد الساساني بعدّة أسماء، منها: ري، وري اردشير، وريشهر، إضافة إلى رام اردشير، ورام فيروز.
- في العهد الإسلامي، إبان حكم المنصور ، حينما تمّ بناء جزء المدينة الشرقيّ وبناء قلعتها ومسجدها من قِبَل ولده المهدي، فقد أطلق عليها تسمية المجموعة بالمحمدية، أمّا الناس فقد عرفوها بالمدينة أويضاً شارستان، وأُطلق على قلعتها المدينة الخارجيّة أو كهن دج.

## التاريخ
تم إنشاء المستوطنات الزراعية منذ فترة طويلة كجزء من ثقافة الهضبة الوسطى على التلال المحلية مثل منطقة عين علي ؛ تشيشمي علي (بالفارسية : چشمه‌ علی) في شمال الري ، والتي يعود تاريخها إلى حوالي 6000 قبل الميلاد. يُنسب إنشاء ري إلى الملوك الأسطوريين القدماء ، ويُعتقد أيضًا أن الري كانت مقرًا لسلالة القيادة الزرادشتية.

### العصر الكلاسيكي
على نقش  بهستون للأخميني يتضح أن الري كانت جزءاً من منطقة ميديا وهي القاعدة السياسية والثقافية للميديين القدماء ، أحد الشعوب الإيرانية القديمة. وكانت الري أحد المعاقل الرئيسية للإمبراطورية السلوقية. وخلال الفترة السلوقية ، أعاد الجنرال الإسكندر الأكبر سلوقس الأول نيكاتور تسمية المدينة باسم يوروبوس (Ευρωπός) ، تكريماً لمدينته في مقدونيا. وتم استخدام الري كأحد العواصم المتغيرة للإمبراطورية البارثية. وفي ظل العصرين البارثيين والسلوقيين ، كانت الري محاطًا بمقاطعة راجيانا مع أربع مدن أخرى.
تحت الإمبراطورية الساسانية ، كانت الري تقع بالقرب من وسط الإمبراطورية. وكانت قاعدة منزل مهران القوي وبيت سباندياد ، وهما اثنان من المنازل السبع الكبرى في إيران خلال الفترة الساسانية.

### العصور الوسطى
هُزم سيافاش ، ابن مهران وآخر ملوك الري في الإمبراطورية الساسانية ، اثناء الفتوحات الإسلامية عام 643م. واستخدمت الري كموقعاً لعسكر المسلمين اثناء التوسع. وبحلول زمن الخلافة العباسية ، تم ترميم الري بشكل كبير وتوسيعها إلى مدينة جديدة تسمى المُحمدية.
تم بناء ضريح الشاه عبد العظيم ، وهو ضريح يحتوي على قبر عبد العظيم الحسني ، السليل الخامس لحفيد النبي الحسن بن علي ورفيق محمد التقي ، في القرن التاسع، ولا تزال بمثابة الحرم الإسلامي الرئيسي للمدينة حتى الآن.
تم بناء برج الصمت ، حيث جاء الزرادشتيون بعد الفتح الإسلامي لوضع جثث الموتى في العراء ، من قبل أحد سكان الري الأثرياء على تل في القرن العاشر. البرج مُدمر حالياً، والمسمى بالفارسية گبر (مصطلح يشير إلى «الزرادشتية» ، تم تبنيه بعد الفتح الإسلامي) ، سرعان ما استولى عليه المسلمون.
يعود تاريخ ضريح بيبي شهربانو أيضًا إلى القرن العاشر ، وهو موقع معبد زرادشتي سابقاً مخصص لأناهيتا ( إلهة المياه الإيرانية القديمة) تم تحويل المعبد إلى ضريح إسلامي ويُزعم أنه دُفن فيه شاهربانو ؛ الأميرة الساسانية الأسطورية التي أُسِرت وتزوجت حُسين بن علي رضي الله عنه ، حفيد رسول الإسلام محمد بن عبدالله عليه الصلاة والسلام. مُن المُحتمل أن اسم شاهربانو ، الذي يعني «سيدة الأرض» ، هو في الواقع نسبة إلى أناهيتا ، التي حملت لقب بانو («سيدة»). كانت الري واحدة من عواصم سلالة الدولة البويهية. وكانت إحدى المدن المجهزة بخدمة المراسلات، والتي كانت تستخدم في الغالب لنقل الخطابات الرسمية آنذاك.
أدرك الفتح العربي الإسلامي الري عام 22هـ/642م في خلافة عمر بن الخطاب، وظلت تعدُّ ثغراً تحشد فيه الجيوش، في خلافة عثمان بن عفان. وكانت إدارتها في العصر الأموي مرتبطة بولاية الكوفة. وعلى الرغم من تجاوز الفتوح العربية في ذلك العصر الري باتجاه الشرق، فقد ظلت تُعدّ منطقة قصية عن مركز الخلافة في دمشق. ولذلك قصدها للإقامة فيها عدد كبير من أحفاد علي بن أبي طالب بعد فشل ثوراتهم على الحكم الأموي. وخرج منهم فيما بعد من الري الحسن بن زيد إلى طبرستان (جنوب بحر قزوين)، حيث أسس هناك سلالة حاكمة بين 250ـ316هـ /864 ـ 928م.
خلال الخلافة العباسية ، كان الاسم الرسمي دولة الري (المُحمدية) نسبة إلى الخليفة محمد المهدي، أقام في ري أثناء خلافة والده المنصور وابنه هارون الرشيد هناك. كانت مدينة المحمدية أهم دار سك العملة في تلك الدولة ويظهر اسمها على العديد من عملات العصر العباسي.
بدأت سلطة الخلافة العباسية في الري بالضعف منذ مطلع القرن الثالث الهجري/مطلع القرن التاسع الميلادي. عندما تناوبت السيطرة على المدينة الدويلات التي انفصلت عن الدولة العباسية. فقد خضعت منذ ذلك التاريخ للدولة الطاهرية ،ثم مُنحت الري إلى مؤسس الدولة الصفارية من قبل الخليفة لمدة وجيزة. وحكم السامانيون المدينة، واضطر هؤلاء للتخلي عنها لعدد من الحكام الديالمة من منطقة طبرستان. ولكن السلطة السامانية عادت للمدينة عام 313هـ/925 م، بتأييد الخليفة، وحتى عام 318هـ/930م عندما تمكن مرداويج بن زيار مؤسس الدولة الزيارية، من الاستيلاء على الري. ونجح ركن الدولة الحسن بن بويه عام 329هـ/940 بانتزاع المدينة من الزياريين، وأقام فيها سلالة حاكمة أستمرت حتى عام 420هـ/1029م. وكانت سلطتهم تشمل أيضاً همذان وأصفهان ومع فارس والأهواز أحياناً. وقد حاول السامانيون استرجاع المدينة من البوبهيين، ولكنهم لم يفلحوا. وانتهى الأمر إلى الصلح بين الطرفين (361هـ/971م) ووزر في الري لثاني حكام الأسرة فخر الدولة الصاحب بن عباد شهير عصره في اللغة والأدب. وأقيمت فيها مكتبة عامة عدّها المقدسي «من مفاخر الإسلام». وكانت فهارسها تقع في عشرة مجلدات.
كانت الري أيضًا عاصمة للإمبراطورية السلجوقية في القرن الحادي عشر. وخلال هذا الوقت ، كانت مدينة الري في أقصى اتساعها. وقد طورت سوقًا حضرية كبيرة أفادت أيضًا المناطق المجاورة لها ، بما في ذلك مدينة طهران الصغيرة ، وأصبحت مركزًا رائعًا لنسج الحرير. وتم جلب البضائع التجارية التي يستوردها التجار عبر طريق الحرير إلى بازار الري. أحد الآثار التي بقيت من هذه الفترة هو القرن الثاني عشر برج طُغرل ، وهو برج من الطوب تم بناؤه عام 1140 وينسب إلى طغرل الأول ، مؤسس الإمبراطورية السلجوقية.
كانت الري موطنًا للجالية الشيعية وبعض أقدم المدارس الشيعية في إيران خلال القرن الثاني عشر ، وعلى الأقل تم أنشأ واحدة من المدارس الشيعية عن طريق العالم الشيعي عبدالجلیل القزوینی الرازی ، قبل تبني مذهب الشيعية رسمياً من الدولة الصفوية.
في أوائل القرن الثالث عشر ، وبعد الغزو المغولي لإيران ، تم تدمير الري بشدة. وتم التخلي عنها وفقدت أهميتها في نهاية المطاف في وجود مدينة طهران المتنامية المجاورة. ظلت الري مهجورة طوال فترة الإمبراطورية التيمورية.

### العصور الحديثة المبكرة

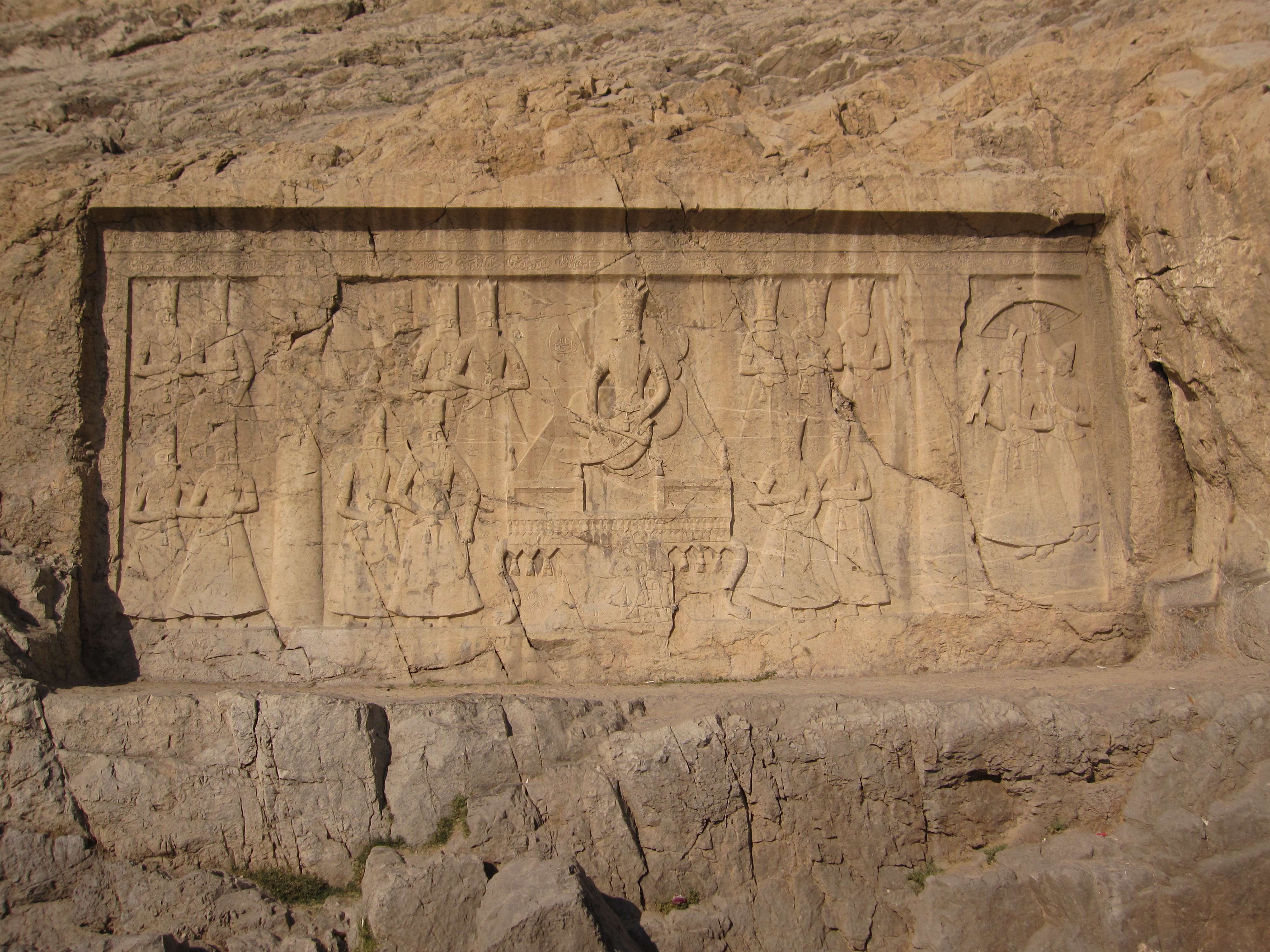
نقش فتح علي شاه في عهد القاجار في تشيشمي علي ، الري.

يشهد أمين الرازي ، الجغرافي الفارسي من الري الذي عاش في زمن السلالة الصفوية ، على «الوفرة التي لا تُضاهى» في حدائق وقنوات مسقط رأسه. في عام 1618 ، ووصفها المؤلف الإيطالي بيترو ديلا فالي مدينة الري بأنها مدينة كبيرة بها حدائق كثيرة يديرها حاكم إقليمي ولكنها لم تكن حضرية ولا يبدو أنها مأهولة بالسكان.
أعيد بناء أضرحة شاه عبد العظيم وبيبي شهربانو ، من بين الأضرحة الدينية الأخرى في جميع أنحاء إيران ، بشكل ملحوظ خلال الفترة الحديثة المبكرة ، باستخدام تقنيات معمارية تم تطويرها منذ عصر السلالة الصفوية حتى عصر سلالة قاجار.
هناك منحوتة تقع في في ترجع إلى زمن فتح علي شاه من سلالة قاجار ، والذي غالبًا ما كان يستكشف المدينة ، ويظهر الحاكم القاجاري في مشهد الصيد ، ليحل محل الإغاثة الساسانية السابقة التي تصور الفارسية القديمة بنفس الطريقة. تم نقشها عام 1831 ، وزينت محيطها بأقراص مغطاة بالشعر.

## المناخ
يُعدّ مناخ مدينة الري مناخاً معتدلاً، إذ إنّه لطيفٌ عليلٌ في فصل الربيع، ولكنّه حارّ في فصل الصيف، وأمّا في فصل الشتاء فإنّه يكثر فيها الجليد. أمّا ماؤها فقد عُرفت بعدم صلاحه للشرب؛ لأنّه ملوّث، فذكرت في الكثير من المواضع بأنّ ماءها أجاجٌ وعفنٌ حسب كتاب نزهة القلوب، وأمّا اليعقوبي فقد ذكر بأنّ أهلها يشربون من عيون الماء الغزيرة ومن أنهار المدينة الكبيرة.

## جغرافيا
يقول الإصطخري في كتاب (المسالك والممالك): «وهي مدينة مساحتها فرسخ ونصف في فرسخ ونصف»، وفي مكان آخر يقول: «يبلغ طول المدينة فرسخ ونصف مضروباً في فرسخ ونصف وبيوتها من الطين يذكر ابن حوقل في كتابه «صورة الأرض» بأن مساحة المدينة هي فرسخ ونصف في مثله وفي مكان آخر يذكر بأن «أكبر مدينة في هذه الناحية ـ ديلم وطبرستان ـ هي ري ومساحتها فرسخ ونصف في مثله» ويشير في كتابه هذا قائلا: أنا أقول بأن ري عبارة عن مربع كبير... رقعة ري علي شكل مربع كبير»، يقع الجزء الأكبر من مدينة ري جنوب جبل بيبي شهربانو وتنقسم مدينة ري التاريخية من حيث القدم إلى قسمين:
1. ري القديمه الأثرية.
2. ري المستحدثة في العصور التالية (العهد الإسلامي).

### الجبال

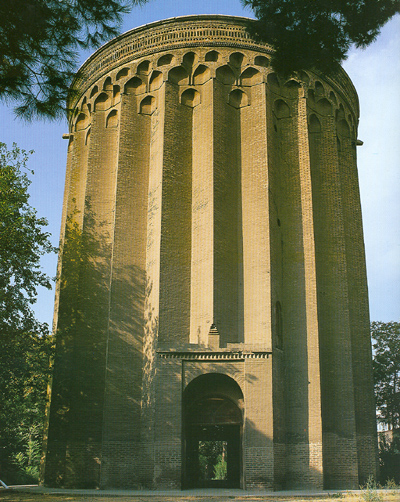
برج طغرل الأثري الذي بناه السلاجقة وما يزال قائماً في الري

تقع مدينة ري في السهول وجبالها ليست عالية جدًا. هذه الجبال هي:
1. جبل بيبي شهربانو: يقع هذا الجبل شرق مدينة ري وهو متصل به. يقع جبل بيبي شهربانو شرق مدينة ري ويبلغ ارتفاعه 1535 مترًا فوق سطح البحر.
2. جبل عراد: يقع هذا الجبل في وسط مدينة ري بين منطقتي كهريزك وفاشابويه. يقع جبل عراد على بعد 9 كم شمال شرق حسن آباد ويبلغ ارتفاعه 1428 مترًا. هذا الجبل يسمى أيضا (الإرادة). أيضا في خريطة تعود لعام 1307 هـ في عهد ناصر الدين شاه قاجار رسمها مهندسان إيرانيان في ذلك الوقت. جبل عراد يسمى كوه (عراد). أيضا في كتاب الجغرافيا التفصيلية لإيران ، ورد ذكر جبل عراد باسم الجبل (حسن آباد وكنارجارد).
3. جبل مرح: يقع هذا الجبل في جنوب غرب مدينة ري وفي جنوب مدينتي حسن آباد وروشور. وارتفاعه 1503 متر.
4. المنحدرات الشمالية لجبل كورابلاغ: جبل كورابلاغ هو أحد الجبال في المنطقة الوسطى من إيران ، ويقع عند التقاء أربع مدن هي الزرندية ، وساوه ، وري ، وقم. معظم هذا الجبل وارتفاع مدرجه 1915 مترا و 1940 مترا شمال محافظة قم. جنوب غرب مقاطعة ري ينتهي عند المنحدرات الشمالية للجبل ؛ والجزء الشرقي من الجبل (الكرة الساخنة) يقع في شمال جبل كرابلاج في مدينة ري

### الأنهار
تتدفق العديد من أنهار إيران الشهيرة والمهمة التي تصب في حوض البرز المركزي في إيران ، مثل أنهار كرج وشور فشابويه وججرود (في الحدود الشرقية لمدينة ري) في مدينة ري ثم تنضم إلى نهري كرج وججرود.
1. نهر كرج: ينبع نهر كاراج من جبل البرز وبعد مروره بعدة مدن في محافظة طهران ، يتدفق إلى البحيرة المالحة. يتدفق هذا النهر عبر الاتجاه الشمالي الغربي-الجنوبي الشرقي لمدينة ري وبعد انضمامه إلى أحد فروع ججرود ، يتدفق إلى البحيرة المالحة.
2. نهر ججرود: نهر ججرود هو أحد الأنهار الدائمة والمهمة في مدينة طهران ، حيث يتدفق على طول المسار الجنوبي العام ويتدفق أخيرًا إلى البحيرة المالحة. يعبر أحد روافد هذا النهر الحدود الشرقية لمدينة ري.
3. نهر فشابويه المالح: يمتد النهر المالح الطويل من الشمال الغربي إلى الجنوب الشرقي عبر مدينة ري. يمر هذا النهر على بعد 6 كيلومترات جنوب حسن آباد فشابويه ويتدفق إلى المستنقعات المالحة شرق حوض قم سلطان.

تتدفق عدة أنهار قصيرة عبر المدينة. بعضها نهر جعفر أباد أو نهر دربند ونهر سورخة حصار ونهر كان.

### الغطاء النباتي
لا يوجد في مدينة ري غابات طبيعية من حيث المناخ شبه الصحراوي وتبلغ مساحة غاباتها المزروعة 387 هكتارًا. ومع ذلك ، فهي غنية نسبيًا من حيث المراعي وتبلغ مساحتها 166200 هكتار ، وهي تحتل المرتبة الرابعة بين 12 مدينة في محافظة طهران بعد فيروزكوه وسافوجولاغ ودماوند. تنمو أشجار الكركم والنباتات الطبية مثل الحميض ولسان الثور والهندباء البرية والخروع والنعناع في أماكن كثيرة.

## أعلام ولدوا في الري
خرج من الري عدد كبير من العلماء في مختلف نواحي المعرفة، أورد ياقوت أسماءهم في قائمة طويلة. وكان منهم الطبيب أبوبكر محمد بن زكريا الرازي ورئيس أطباء البيمارستان في بغداد. وصاحب التصانيف الكثيرة في الطب. كما عاش فيها الحسن بن الصباح ردحاً من الزمن. انشغل فيها بالدراسة. ثم غادرها إلى مصر.
- هارون الرشيد
- موسى الهادي
- الفلكي الشهير عبد الرحمن الصوفي
- ابو بكر الرازي
- أبو حامد الغزالي (أحد الأقوال أنه ولد في ري)
- فخر الدين الرازي
- تتش بن ألب أرسلان
- عبد الرحمن بن عمر الصوفي
- زرادشت
- بهرام جوبين
- خليل سلطان
- الشيخ الصدوق
- محمد بن الحسن الشيباني
- شاه رخ بن تيمورلنك
- أبو حاتم الرازي
- أبو زرعة الرازي
- صاحب الزنج
- محمد بن يعقوب الكليني